# Тайланд във Втората световна война
Тайланд участва във Втората световна война на страната на Тристранния пакт от 25 януари 1942 година до края на войната.
В началото на войната Тайланд запазва неутралитет, въпреки участието си във Френско-тайландската война срещу Режима от Виши, но след кратка японска военна интервенция през декември 1941 година се присъединява към Тристранния пакт, а малко по-късно обявява война на Великобритания и Съединените щати. Тайланд завзема някои съседни територии в Индокитай, но в страната се развива и активно Съпротивително движение. Веднага след капитулацията на Япония през август 1945 година властта в Тайланд е взета от просъюзническо правителство.